# Liste von Leuchttürmen in Afrika
Die Liste von Leuchttürmen in Afrika ist eine Auswahl von Leuchttürmen der Staaten Afrikas. Sie beginnt im Marokko und folgt den afrikanischen Küsten im Uhrzeigersinn. Bei den Stationen, die durch einen Neubau ersetzt wurden, ist ein zweites Baujahr angegeben.
Daten zu den Leuchttürmen auf den Kanarischen Inseln und den spanischen Exklaven Ceuta und Melilla findet man in der Liste von Leuchttürmen in Spanien und Liste von Leuchttürmen auf den Kanarischen Inseln.

## Libyen
| Name               | Region  | Gewässer    | Position                       | Baujahr(e) | Turmhöhe | Feuerhöhe | Kennung | Bild |
| ------------------ | ------- | ----------- | ------------------------------ | ---------- | -------- | --------- | ------- | ---- |
| Leuchtturm Bengasi | Bengasi | Große Syrte | 32° 7′ 29,7″ N, 20° 3′ 48,5″ O | 1880/1922  | 22 m     | 41 m      | Fl.W.3s |      |

## Tansania
| Name              | Region | Gewässer        | Position                      | Baujahr(e) | Turmhöhe | Feuerhöhe | Kennung         | Bild |
| ----------------- | ------ | --------------- | ----------------------------- | ---------- | -------- | --------- | --------------- | ---- |
| Leuchtturm Ulenge | Tanga  | Indischer Ozean | 5° 0′ 16,9″ S, 39° 9′ 57,4″ O | 1894       | 26 m     | 28 m      | gelöscht (2008) |      |

## Réunion
| Name             | Region  | Gewässer        | Position                       | Baujahr(e) | Turmhöhe | Feuerhöhe | Kennung    | Bild |
| ---------------- | ------- | --------------- | ------------------------------ | ---------- | -------- | --------- | ---------- | ---- |
| Phare de Bel-Air | Réunion | Indischer Ozean | 20° 54′ 5,3″ S, 55° 36′ 7,2″ O | 1845       | 20 m     | 40 m      | Fl(3)W.15s |      |

## Südafrika
| Name                      | Region        | Gewässer         | Position                         | Baujahr(e) | Turmhöhe | Feuerhöhe | Kennung      | Bild |
| ------------------------- | ------------- | ---------------- | -------------------------------- | ---------- | -------- | --------- | ------------ | ---- |
| Leuchtturm Umhlanga Rocks | KwaZulu-Natal | Indischer Ozean  | 29° 43′ 42,6″ S, 31° 5′ 17,2″ O  | 1954       | 21 m     | 24 m      | Fl(3)W.20s   |      |
| Leuchtturm Kap Agulhas    | Westkap       | Indik ↔ Atlantik | 34° 49′ 46″ S, 20° 0′ 32,4″ O    | 1848       | 27 m     | 31 m      | Fl.W.5s      |      |
| Roman Rock                | Westkap       | False Bay        | 34° 10′ 52,7″ S, 18° 27′ 36,4″ O | 1861       | 14 m     | 17 m      | Fl.W.6s      |      |
| Cape Point Lighthouse     | Westkap       | False Bay        | 34° 21′ 25″ S, 18° 29′ 48,8″ O   | 1860/1911  | 9 m      | 87 m      | Fl(2+1)W.30s |      |
| Leuchtturm Slangkop       | Westkap       | Südatlantik      | 34° 8′ 55,1″ S, 18° 19′ 9,5″ O   | 1919       | 33 m     | 41 m      | Fl(4)W.30s   |      |
| Leuchtturm Robben Island  | Westkap       | Südatlantik      | 33° 48′ 53″ S, 18° 22′ 26,5″ O   | 1865       | 18 m     | 47 m      | unbekannt    |      |
| Leuchtturm Dassen Island  | Westkap       | Südatlantik      | 33° 25′ 55,6″ S, 18° 5′ 20,2″ O  | 1893       | 28 m     | 47 m      | unbekannt    |      |

## Kamerun
| Name             | Region        | Gewässer        | Position                       | Baujahr(e) | Turmhöhe | Feuerhöhe | Kennung    | Bild |
| ---------------- | ------------- | --------------- | ------------------------------ | ---------- | -------- | --------- | ---------- | ---- |
| Leuchtturm Kribi | Sud (Kamerun) | Golf von Guinea | 2° 56′ 22,1″ N, 9° 54′ 13,2″ O | 1906       | 15 m     | 18 m      | Fl(3)W.12s |      |

## Ghana
| Name                 | Region        | Gewässer        | Position                       | Baujahr(e) | Turmhöhe | Feuerhöhe | Kennung    | Bild |
| -------------------- | ------------- | --------------- | ------------------------------ | ---------- | -------- | --------- | ---------- | ---- |
| Leuchtturm Jamestown | Greater Accra | Golf von Guinea | 5° 31′ 59,1″ N, 0° 12′ 43,7″ W | 1870/~1930 | 28 m     | 34 m      | Fl(4)W.25s |      |

## Liberia
| Name                       | Region      | Gewässer           | Position                   | Baujahr(e) | Turmhöhe | Feuerhöhe | Kennung  | Bild            |
| -------------------------- | ----------- | ------------------ | -------------------------- | ---------- | -------- | --------- | -------- | --------------- |
| Cape Palmas Lighthouse     | Maryland    | Atlantischer Ozean | 4° 21′ 59″ N, 7° 43′ 40″ W | 1847/~1944 | 22 m     | 32 m      | gelöscht |                 |
| Leuchtturm am Kap Mesurado | Montserrado | Atlantischer Ozean | 6° 19′ 0″ N, 10° 49′ 0″ W  | 1855/~1900 | 12 m     | 85 m      | Fl.W.6s  | Bild gesucht BW |

## Guinea-Bissau
| Name                  | Region | Gewässer    | Position                         | Baujahr(e) | Turmhöhe  | Feuerhöhe | Kennung  | Bild |
| --------------------- | ------ | ----------- | -------------------------------- | ---------- | --------- | --------- | -------- | ---- |
| Kathedrale von Bissau | Bissau | Geba-Ästuar | 11° 51′ 36,2″ N, 15° 34′ 52,2″ W | 1950       | unbekannt | 36 m      | LFl.G.9s |      |

## Senegal
| Name                 | Region | Gewässer     | Position                        | Baujahr(e) | Turmhöhe | Feuerhöhe | Kennung | Bild |
| -------------------- | ------ | ------------ | ------------------------------- | ---------- | -------- | --------- | ------- | ---- |
| Leuchtturm von Dakar | Dakar  | Nordatlantik | 14° 43′ 25,2″ N, 17° 30′ 6,4″ W | 1864       | 16 m     | 120 m     | Fl.W.5s |      |